# 威廉·霍华德·杜安
威廉·霍华德·杜安（英語：William Howard Doane，1832年2月3日—1915年12月23日）是一位美国实业家、基督教赞美诗谱曲者。他出生在康涅狄格的普雷斯顿，去世于新泽西州南橘。他拥有若干项木材加工机械的专利，并在1861年成为 J. A. Fay and Company 总裁。他在美国中西部的俄亥俄浸信会牧师援助协会任职，并于1875年获丹尼森大学音乐博士学位。他撰写了43部的圣歌集，并创作了上百首赞美诗。

## 作品列表（部分）
- “恳求救主格外垂听（Pass Me Not, O Gentle Saviour）” --1868年，杜安作曲
- “求主使我近十架（Near the Cross）”--1869年，杜安作曲
- “速兴起传福音（Rescue the Perishing）”--1869年，杜安作曲
- “主，我是属你（I Am Thine, O Lord）”--1875年，杜安作曲
- “荣耀归于父神（To God Be the Glory）”--1875年，杜安作曲
- “救主比生命更宝贵（Saviour, More Than Life to Me）”--1875年，杜安作曲
- “安稳在耶稣手臂（Safe in the Arms of Jesus）”--1878年，杜安作曲